# Bajka o sześciu sługach
Bajka o sześciu sługach (niem. Die sechs Diener) – baśń opublikowana przez braci Grimm w 1815 roku w zbiorze ich Baśni (tom 2, nr 134).

## Treść[1]
Pewna zła królowa-czarownica miała piękną córkę. Wielu marzyło by ją poślubić, ale okrutna królowa postawiła warunek, że mężczyzna, który chce poślubić księżniczkę musi wypełnić zlecone przez królową zadania. Jeśli podejmie się ich wykonania, a nie zdoła wykonać, wówczas traci życie. Wielu młodzieńców oślepionych urodą księżniczki podjęło próbę, ale wszyscy stracili życie.
Pewien książę usłyszawszy o księżniczce, również postanowił zawalczyć o jej rękę. Jego ojciec, obawiając się o życie syna, zakazał mu starać się o rękę księżniczki. Wówczas książę ciężko zachorował, żaden lekarz nie był w stanie mu pomóc. Ozdrowiał, dopiero gdy ojciec zezwolił mu iść spróbować szczęścia.
Podczas swojej podróży książę spotkał na swej drodze sześciu niezwykłych mężczyzn którzy posiadali nietypowe właściwości. Uznając, że mogą mu się przydać, zatrudnił ich jako swoje sługi.
- Pierwszym był bardzo otyły mężczyzna z brzuchem „jak góra”, który potrafił stać się trzy razy grubszy, gdy się najadł.
- Drugim był człowiek, obdarzony znakomitym słuchem, mogący usłyszeć dźwięki na całym świecie.
- Trzecim był niezwykle wysoki mężczyzna, który miał tę właściwość, że mógł zwiększyć swoją wysokość jeszcze bardziej.
- Czwarty człowiek, nosił opaskę na oczach, gdyż jego spojrzenie było tak potężne, że sprawiało, iż wszystko na co spojrzał rozpadało się na kawałki.
- Piąty mężczyzna miał tę właściwość, że odczuwał zimno w ekstremalnie wysokich temperaturach i gorąco w ekstremalnych mrozach.
- Szósty mężczyzna odznaczał się doskonałym wzrokiem, który umożliwiał mu widzenie wszystkiego na całym świecie.

Książę wraz ze sługami przybyli na zamek królowej. Królowa oświadczyła księciu, że musi spełnić trzy zadania, nim książę otrzyma rękę jej córki. Pierwszym zadaniem było odnalezienie pierścienia, który królowa wrzuciła do Morza Czerwonego. Książę zwrócił się o pomoc do sług. Człowiek o bystrym wzroku zauważył pierścień, wiszący na skale. Otyły mężczyzna wypił wodę z morza, po czym wysoki mężczyzna zabrał pierścień.
Królowa była zaskoczona, że udało im się bezpiecznie wykonać pierwsze zadanie, i natychmiast zleciła wykonać drugie, zgodnie z którym książę miał zjeść trzysta wołów i wypić trzysta beczek wina. Ponieważ królowa zezwoliła zabrać na ucztę jedną osobę towarzyszącą – książę zabrał otyłego sługę, który zjadł i wypił wszystko w wyznaczonym czasie.
W ostatnim zadaniu książę miał trzymać księżniczkę w ramionach. Królowa ostrzegła, że jeśli ona w wyznaczonym czasie wróci, a księżniczki nie będzie w jego ramionach – zginie. Książę, przeczuwając podstęp, zlecił sługom, by stali przy nim na warcie. Jednak wskutek czaru złej królowej wszyscy wraz z księciem zasnęli. Gdy się obudzili, księżniczki już nie było. Książę był zrozpaczony, ze przyjdzie mu zginąć, ale sługa obdarzony doskonałym słuchem usłyszał, że księżniczka opłakuje swój los, uwięziona w skale trzysta godzin drogi stąd. Wysoki mężczyzna kilkoma susami był na miejscu, zabierając człowieka o piorunowym wzroku, który rozkruszył skałę. Obaj zabrali księżniczkę i przynieśli ją z powrotem do księcia przed przybyciem królowej.
Kiedy wszystkie trzy zadania zostały spełnione, królowa musiała zgodzić się oddać księżniczkę za księcia. Jednak na osobności zaczęła przekonywać córkę, że nie powinna zgadzać się na małżeństwo z byle włóczęgą, i że powinna wybrać sama męża według swojego gustu. Pod wpływem słów matki, księżniczka postawiła własny warunek.
Kazała zwieźć trzysta sążni drewna i je podpalić. Oświadczyła, że nie wyjdzie za mąż, dopóki nie znajdzie się człowiek, który wejdzie do ognia i wytrzyma tam przez trzy dni. Wówczas sługa, który miał zdolność wytrzymywania ekstremalnych temperatur, wszedł między płonące kłody. Gdy drewno się wypaliło, wyszedł i oświadczył, że nigdy jeszcze tak bardzo nie zmarzł.
Księżniczka nie miała wyjścia i musiała wyjść za księcia. Jednak w drodze do kościoła, królowa naradziła się z córką, że wyśle swoich żołnierzy, aby powstrzymali ślub. Księżniczka zaakceptowała plan matki. Jednak sługa z doskonałym słuchem usłyszał ich rozmowę i ostrzegł księcia. Kiedy wojsko nadjechało – otyły sługa wypluł całą wodę z morza, którą wcześniej wypił, i utopił żołnierzy królowej. Gdy królowa wysłała kolejny oddział swojej doborowej kawalerii, sługa z piorunowym wzrokiem sprawił, że żołnierze rozpadli się, jakby byli ze szkła. Nic już nie stało na przeszkodzie ślubowi.
Po ślubie słudzy uznali, że wypełnili swoje zadanie, i opuścili księcia, udając się w swoją drogę.
Wracając do swego królestwa, książę, chcąc ukarać księżniczkę za jej niewierność, oświadczył, że jest świniopasem. Księżniczka była zrozpaczona, że wyszła za kogoś takiego. Jednak po ośmiu dniach książę kazał sprowadzić ją do swojego pałacu i oświadczył, że chciał ją ukarać za jej pychę. Księżniczka ucieszyła się, że jej mąż jest jednak księciem, i odtąd żyli długo i szczęśliwie.

## Ekranizacje
- Baśnie Braci Grimm: Simsala Grimm (Bajka o sześciu sługach – odcinek 6) – niemiecki serial animowany z 1999 roku